# Blandfordia
Blandfordia es un género de fanerógamas (plantas con flor) nativas del este de Australia. Se las llama comúnmente Christmas Bells debido a la forma de sus flores y el momento de la estación de floración austral en el verano de Australia. Blandfordia es el único género de la familia Blandfordiaceae, y lleva el nombre que el botánico inglés James Edward Smith le puso en 1804 en honor de George Spencer Churchill, Marqués de Blandford.
Hay cuatro especies:
- Blandfordia cunninghamii Lindl.
- Blandfordia grandiflora R.Br.
- Blandfordia nobilis Sm.
- Blandfordia punicea (Labill.) Sweet (Christmas Bell de Tasmania)